# Суховей, Светлана Ивановна
Светлана Ивановна Суховей (род. 28 октября 1952 года, Мозырь, БССР, СССР) — советская белорусская актриса  театра и кино, председатель Гильдии актёров кино Белоруссии (1989), Заслуженная артистка Республики Беларусь (1999).

## Биография
Светлана Суховей родилась 28 октября 1952 года в городе Мозырь (Белоруссия).
В 1973 году окончила ВГИК (мастерская И. Таланкина).
В кино в 1967 году сыграла свою первую роль Дуняши — в фильме «Бабье царство».

## Фильмография
1. 1967 — Бабье царство — Дуняша Носкова
2. 1969 — Директор — сестра Зворыкина
3. 1969 — Сыновья уходят в бой — Лина
4. 1971 — Пой песню, поэт… — девочка с коровой
5. 1971 — Чёрные сухари / Schwarzer Zwieback (СССР, ГДР) — Валя
6. 1972 — Командир счастливой «Щуки» — Оксана
7. 1973 — Незабытая песня — Марина
8. 1974 — Весёлый калейдоскоп — Сюрпризы после смены| 1 — Оля-маляр
9. 1974 — Выбор цели — девушка на празднике
10. 1974 — Такие высокие горы — Таня
11. 1974 — Фронт без флангов — Наталья Бондаренко, жена Семёна, радистка
12. 1975 — Надёжный человек — Аня Кузьменко
13. 1975 — Порт — Тоня Марченко
14. 1976 — Память земли — Люба Фрянскова
15. 1976 — Приключения Травки — мама Травки
16. 1977 — Гонки без финиша — Нина Щапова
17. 1977 — Фронт за линией фронта — Наталья Бондаренко, жена Семёна, радистка
18. 1978 — Встреча в конце зимы — жена Олега (нет в титрах)
19. 1978 — Я хочу вас видеть | Ich will euch sehen (ГДР) — Шура
20. 1979 — Примите телеграмму в долг — Нина — работница почты
21. 1980 — Мужество — Соня Тарнавская, комсомолка-строитель, жена Гриши
22. 1981 — Против течения — Соня
23. 1981 — С кошки всё и началось… — мама Славика, учительница
24. 1983 — Аукцион — Настя, дочь Ермакова
25. 1983 — Глядите на траву — Лида Скипка
26. 1984 — Третий в пятом ряду — Клава, мать Елизаветы
27. 1991 — Кешка и спецназ (короткометражный) — мама Вики, соседка Кешки
28. 1993 — Не хочу жениться! — Ольга
29. 1994 — Роман «Alla Russa» (Беларусь) — медсестра
30. 1994 — Клетка обезьяны | Клетка малпы (Беларусь)
31. 1996 — Любить по-русски 2 — Светлана Михайловна, следователь
32. 1999 — Любить по-русски 3: Губернатор — Светлана Михайловна, прокурор
33. 1999 — Поклонник — мама Толика
34. 2004 — Фабрика грёз — заведующая клубом
35. 2005 — Воскресенье в женской бане — За двумя зайцами | Серия № 8 — Наташа
36. 2007 — Пантера — мать Анжелы
37. 2007 — Тормозной путь — Мария Перепёлкина, жена Алексея
38. 2009  — Суд — Борзые щенки | 1-я серия — Татьяна Павловна
39. 2011  — Каменская 6 — Чёрный список | Фильм №5 — Эвелина Степановна, администратор гостиницы, жена Якова Петровича
40. 2014  — Невероятное перемещение (Беларусь)
41. 2014  — Позови, и я приду — Инна Витальевна, директор детдома
42. 2014  — Разорванные нити — Людмила Антоновна, заведующая детским садом (нет в титрах)
43. 2016  — Автошкола — Нина Фёдоровна — учительница Ивана
44. 2017  — Верю, люблю, надеюсь (Беларусь) — Антонина, мать Володи
45. 2018 — Ой, ма-моч-ки!-2 (Беларусь) — Светлана Ивановна Стрельцова — мать Сергея

## Озвучивание
1. 1977 — Миловица (анимационный) — Миловица
2. 1989 — Как лиса волка судила (анимационный) — Лиса

## Награды и звания
- Орден Франциска Скорины (13 сентября 2013 года) — за многолетнюю плодотворную работу, образцовое выполнение служебных обязанностей и высокое профессиональное мастерство, большой личный вклад в развитие системы гражданской авиации, строительной отрасли и нефтяной промышленности, организацию оказания медицинской помощи населению, значительные достижения в сфере образования, науки, культуры и искусства[1].
- Медаль Франциска Скорины (28 декабря 2007 года) — за многолетний плодотворный труд, высокое профессиональное мастерство, достижение значительных производственных показателей, мужество и отвагу, проявленные при исполнении служебных обязанностей, заслуги в развитии судебного производства, машиностроения, строительной отрасли, здравоохранения, науки и культуры[2].
- Медаль Пушкина (4 декабря 2007 года, Россия) — за большой вклад в распространение, изучение русского языка и сохранение культурного наследия, сближение и взаимообогащение культур наций и народностей[3].
- Заслуженная артистка Республики Беларусь (24 сентября 1999 года) — за большой вклад в развитие театрального искусства и кинематографии[4].
- Почётная грамота Национального собрания Республики Беларусь (14 ноября 2011 года) — за заслуги в развитии законодательства, парламентаризма, в укреплении межгосударственных и межпарламентских связей и большой вклад в формирование и реализацию социальной политики Республики Беларусь[5].
- Лучшая женская роль» в спектакле «Мы идём смотреть «Чапаева» — «Маладзечанская сакавіца-1996».
- Почётный знак Министерства культуры РБ «За значительный личный вклад в развитие белорусской культуры» (2002 г.).